# Porsche Challenge
Porsche Challenge est un jeu vidéo de course automobile développé par Team Soho et édité par Sony Computer Entertainment, sorti en 1997 sur PlayStation. Le jeu met en scène le cabriolet Porsche Boxster.

## Système de jeu
Porsche Challenge met le joueur au volant d'une Porsche Boxster. Il doit choisir un ou une pilote et la couleur de la voiture. Plusieurs mode de jeux sont sélectionnables : « championnat » qui permet de débloquer plus de circuits, « entraînement » et « contre la montre ». Le jeu offre aussi un mode 2 joueurs en écran splitté. On peut choisir entre un passage des vitesses en mode auto ou manuel. Il existe également deux modes de difficultés : arcade ou simulation.
Les circuits proposent des raccourcis assez bien cachés.